# Jansen, Colorado
Jansen är en så kallad census-designated place i Las Animas County i Colorado. Vid 2010 års folkräkning hade Jansen 112 invånare.